# Técnico em regulação

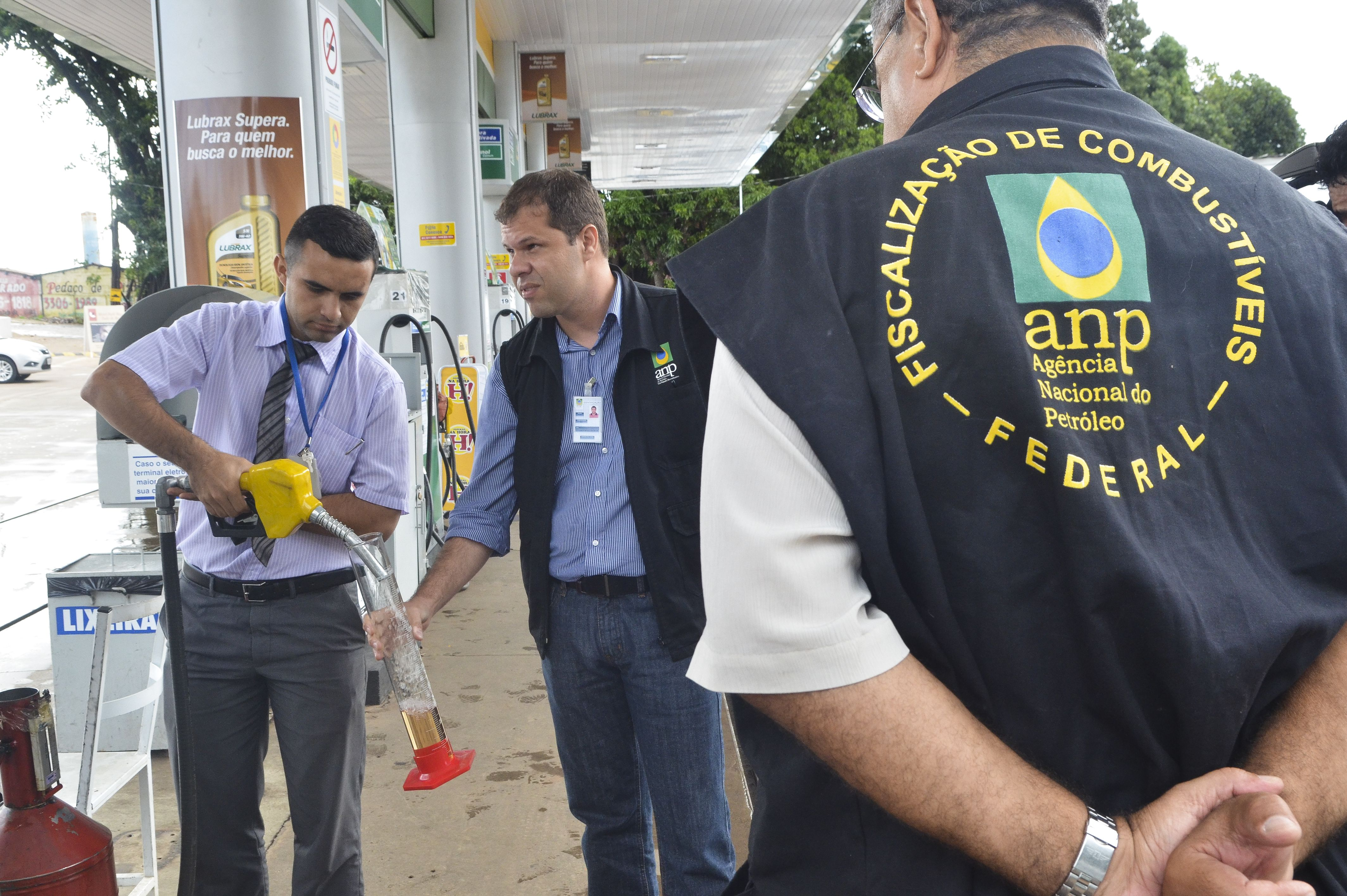
Fiscalização realizada pela ANP.

A carreira de técnico em regulação, integrante do Serviço Público Civil Federal brasileiro, com atuação nas Agências Reguladoras Federais, é composta de cargos de nível médio de técnico em regulação, com atribuições voltadas ao suporte e apoio às atividades especializadas de regulação, inspeção e fiscalização relativas ao exercício das competências constitucionais e legais a cargo das autarquias especiais denominadas Agências Reguladoras referidas no Anexo I da Lei 10.871/2004.

## Histórico
As agências reguladoras, implantadas entre 1997 e 2006, após o processo de reforma do Estado brasileiro iniciado a partir de 1995, foram organizadas como autarquias federais em regime especial, com previsão de possuírem quadro próprio, em regime de contratação de “empregados públicos”, isto é, regidos pela Consolidação das Leis do Trabalho.

## Atribuições da carreira
As atribuições básicas da carreira de Técnico em Regulação compreende aquelas voltadas ao suporte e ao apoio técnico especializado às atividades de regulação, inspeção, fiscalização e controle da prestação dos serviços públicos afetos à atividade da agência, bem como à implementação de políticas e à realização de estudos e pesquisas respectivos a essas atividades.
São atribuições comuns dos cargos de técnico e especialista em regulação:
- fiscalização do cumprimento das regras pelos agentes do mercado regulado;
- orientação aos agentes do mercado regulado e ao público em geral; e
- execução de outras atividades finalísticas inerentes ao exercício da competência das autarquias especiais denominadas agências reguladoras.

## Distribuição e lotação
A carreira é formada por 2.177 cargos, distribuídos entre as agências reguladoras da seguinte forma:
- ANATEL - 485
- ANCINE - 64
- ANP - 50
- ANS - 94
- ANTAQ - 130
- ANTT - 860
- ANVISA - 100
- ANAC - 394

## Progressão e promoção
A carreira é estruturada em 3 Classes e 13 padrões. O ingresso é feito pela Classe A, Padrão I.
- Classe Especial – Padrões I, II e III (final da carreira)
- Classe B – Padrões I, II, III, IV e V
- Classe A – Padrões I, II, III, IV e V (início da carreira)

A progressão de um padrão para outro pode ser feita anualmente ou, a critério da agência, a cada seis meses, obedecendo critérios estabelecidos nos regulamentos aplicáveis e a existência de vagas nos padrões superiores, o que sempre envolve a questão da distribuição orçamentária de recursos.
Progredindo até o último padrão de uma determinada classe, o servidor pode ser promovido à classe seguinte.